# Tomentophanes vestitus

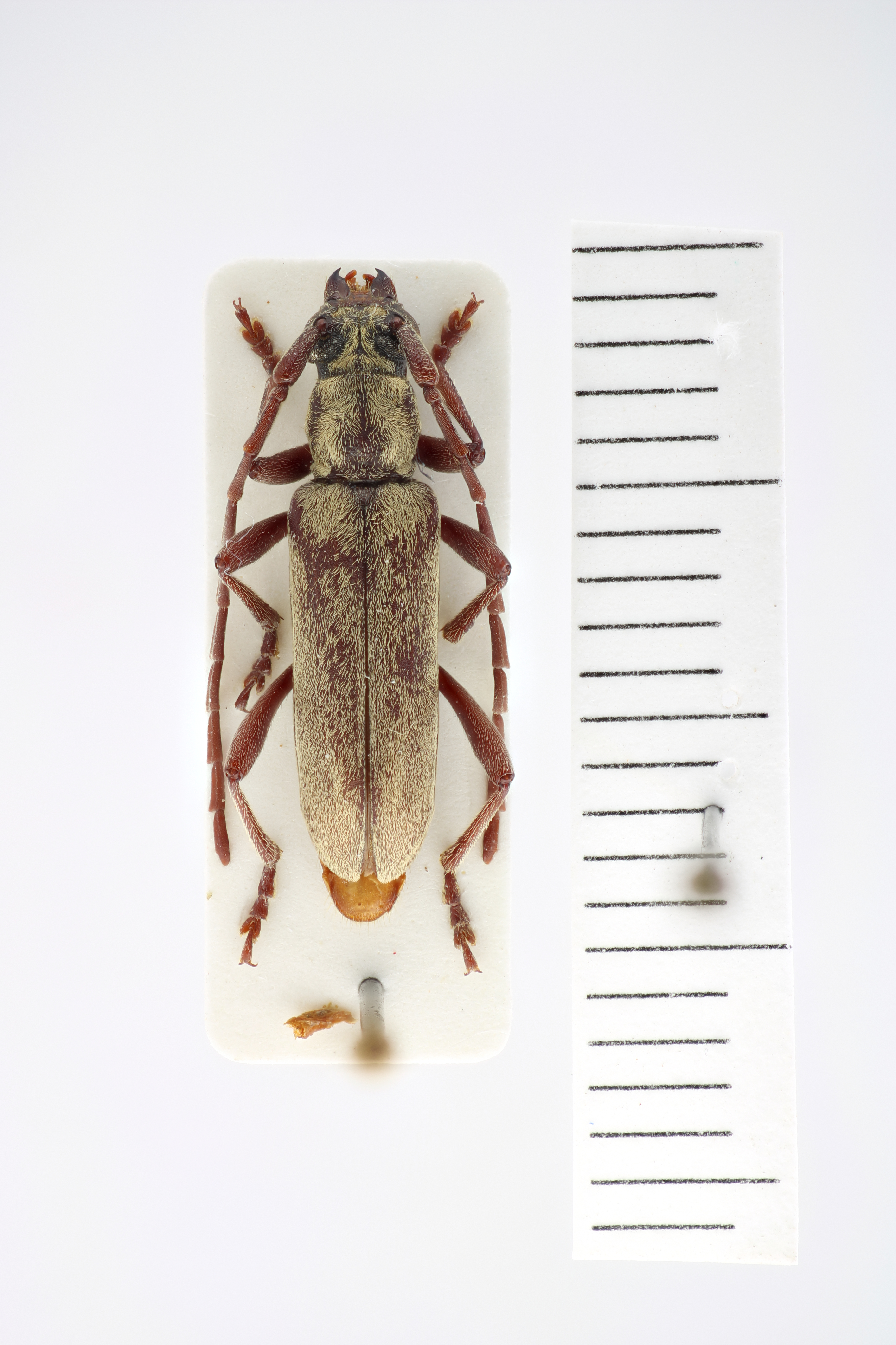

Tomentophanes vestitus är en skalbaggsart som beskrevs av Karl Adlbauer 2004. Tomentophanes vestitus ingår i släktet Tomentophanes och familjen långhorningar. Inga underarter finns listade i Catalogue of Life.